# 그린치 (2000년 영화)
《그린치》(영어: Dr. Seuss’ How the Grinch Stole Christmas 혹은 How the Grinch Stole Christmas 또는 The Grinch 또는 Dr. Seuss’ The Grinch)는 2000년에 개봉한 미국의 크리스마스 판타지 코미디 영화이다. 론 하워드가 감독을 맡았으며, 닥터 수스의 동명 아동 도서가 원작이다.
평단으로부터 호불호가 갈리는 평가를 얻었으나, 흥행 면에서는 전 세계에서 3억 4,500만 달러를 벌어들이며 성공하여 2000년도 총 흥행 수익 6위에 올랐다.

## 출연진
- 짐 캐리
  - 조시 라이언 에번스
- 테일러 맘슨
- 제프리 탬버
- 크리스틴 버랜스키
- 빌 어윈
- 몰리 섀넌
- 앤서니 홉킨스
- 프랭크 웰커
- 클린트 하워드
- 민디 스털링
- 제러미 하워드
- T. J. 사인
- 짐 메스키먼
- 메리 스타인
- 딥 로이
- 랜스 하워드
- 번 트로이어
- 브라이스 댈러스 하워드

## 기타 제작진
- 협력 제작: 앨드릭 라울리 포터, 루이자 빌리스, 데이비드 워마크
- 배역: 재닛 허션슨, 제인 젱킨스
- 미술: 마이클 코런블라이스
- 의상: 리타 라이액
- 특수 분장: 릭 베이커

## 같이 보기
- 그린치
- 그린치 (2018년 영화)
- 크리스마스 영화 목록